# Quapaw Indijanci
Quapaw (U-ʞaʹ-qpa, Ugakhpa, Ugákhpa, Kwapa, Akansa, Arkansa, Arkansas).- /="downstream people"/ je jedno od Siouan plemena, Indijanaca iz skupine Ȼegiha (Dhegiha), s ušća rijeke Arkansas u Arkansasu i Mississippiju.  Najsrodniji su plemenima Kansa, Omaha, Ponca, i Osage. Od nekadašnje populacije, 2,500 (1650.), preostalo ih je 600 (2000.) naseljenih u Oklahomi.

## Ime
Ime Quapaw došlo je od termina Ugakhpa, "down stream people". Naziv Arkansa ili Arkansas došao je od Illinois Indijanaca, koji su ih nazivali  "Akansea", u značenju People of the South Wind. Prvi puta oni se spominju kao Capaha ili Pacaha, što koristi de Soto 1541. godine, koji nalazi njihovo dobro palisadama zaštićeno naselje, najvjerojatnije na području današnjeg okruga Phillips. Godine 1673. spominje se na Marquettovoj mapi i naziv Papikaha, ovaj naziv očito je kasnija varijanta od Pacaha. Drugi nazivi što su ih imali bili su Bow Indijanci, vjerojatno po drvenom luku od drveta Maclura pomifera, u engleskom jeziku nazivano ‘osage orange‘, čiji plod je žuto-zeleno voće nazivano "hedge apples." Pleme Wyandot nazivalo ih je Utsúshuat, ("wild apple"; Carica papaya). Ime Ima dali su im Caddo Indijanci, možda po nekom njihovom selu. Beaux Hommes, je stari francuski naziv.

## Povijest
Quapaw Indijanci u povijesti bili su dio veće grupe poznate kao Dhegiha čija je pradomovina bila dolina rijeke Ohio. Stari Dhegihe su se razbili na pet plemena danas poznatih kao Quapaw, Osage, Ponca, Kansa, i Omaha.Quapawi kreću niz Mississippi, pa otuda i naziv "Ugaxpa" ili "the downstream people." Ugakhpe su se nastanili na mjestu gdje se sastaju Arkansas i Mississippi. Ovdje su podigli 4 velika sela kojima i danas znamo ime, to su: 
- Tongigua (Tañwañzhita), na Mississippi strani rijeke Mississippi River lizu uišća Arkansas, vjerojatno u okrugu Bolivar County.
- Tourima ili Touriman (Tiwadimañ), tamo gdje se spajaju White River i Mississippi, okrug Desha, možda je nazivano i Imaha.
- Ukakhpakhti (Kappa), na Mississippiju, vjerojatno u okrugu Phillips.
- Uzutiuhi (Ossoteoue), na južnoj strani donjeg toka Arkansas River nedaleko od Arkansas Posta.

Mooney je 1929. procjenio da je 1650. Quapawa moglo biti oko 2,500. Do separacije Dhegiha moglo je doći oko 1500. kada se Omaha Indijanci odvajaju od Kawa i Quapawa u regionu Wabasha i Ohia. Pleme Pacaha ili Capaha koje 1541. susreće de Soto, Mooney smatra da su bili prvi Quapawi koje je susreo bijeli čovjek, ovo ipak nije savim sigurno. Prvi siguran podatak je iz 1673. kada ih susreće francuski jezuit Jacques Marquette u društvu s Louis Jollietom, na svom poznatom putovanju niz Mississippi. Već 1682. La Salle prolazi njihovim selima, kojih je tada bilo 5, a jedno od njih na istočnoj obali Mississippija. U svim francuskim kontaktima s Quapaw Indijancima susreti su bili miroljubivi. Mooney za ove rane Quapawe kaže da su se sastojali od 4 pod-plemena, viz. Ugahpahti, Uzutiuhi, Tiwadimañ i Tañwañzhita, ili, pod francuskim oblicima  Kappa, Ossoteoue, Touriman, and Tonginga.
Godine 1683. francuski komandir Henri de Tonti (oko 1650–1704) podigao je postaju na rijeci Arkansas, blizu ušća, na mjesta kasnijeg Arkansas Post, čime i počinje okupacija zemlje Quapaw Indijanaca. Tokom 18 stoljeća Quapawi su u savezu s Francuzima i pomažu im u eksterminaciji neprijateljskih plemena. –Ubrzo nakon što ovo područje dolazi pod vlast SAD-a (1803.) Quapawi su naseljeni u 3 sela na južnoj strani Arkansasa, oko 12 milja uzvodno od Arkansas Posta. Godine 1818. dolazi do prvog ugovora s američkim governmentom, po kojemu oni prepuštaju sve svoje zemlje od red Rivera do iza Arkansasa i istočno od Mississippija, osim malene parcele između Arkansasa i Saline, na jugoistoku države. Opet 1824. prepuštaju i ostatak zemlje, osim 80 akara blizu Pine Bluffa. Poglavica Saracen (Sarrasin) je umro oko 1830. i zakopan je blizu crkve St. Joseph's Church. Četiri godine kasnije (1834) Quapawi su preseljeni u Oklahomu na misiju "Saint Mary of the Quapaws", u Quapaw. Seobe ni ovim ne završavaju. Pleme se 1856. dijeli na 3 bande, jedna se naselila s Creek Indijancima, druga na rijeku Canadian i treća na sjeveroistoku.  Na Quapaw rezervat u Kansas odlaze 1859., ali već 1867. i ta zemljišta prepuštaju SAD i odlaze u Oklahomu. Ponca Indijancima priključuju se 1877. i sele na novi rezervat zapadno od rezervata Osage, gdje im se priključilo i 450 Nez Perca, jedno strano pleme od kojih se većina 1885., nakon epidemija vratila u Idaho. Quapaw i danas žive u Oklahomi.

## Etnografija
Quapaw Indijanci su prerijsko seosko pleme, agrikulturno, ali i lovačko. Njihove kuće su pravokutnog oblika postavljene oko središnjeg prostora (trga), u paralelnom nizu. Ove kuće su duge, i izgrađene za više obitelji, od drveta i prekrivene korom. Javne nastambe, koje je imalo svako selo, bile su podignute na umjetnim brežuljcima, a služile su Indijancima za održavanje sastanaka i ceremonija. Svako selo ima svojega vođu izabranog od vijeća staraca. Selo svoje poslove obavlja nezavisno, osim stvari koje se tiču cijelog plemena. 
Quapawi su bili uzgajivači kukuruza, graha, tikava, duhana i drugog, na savojim poljima u blizini sela. Do mesa dolazili su lovom, a glavna lovina bili su jelen, medvjed, bizon, manji sisavci, vodene ptice, divlji puran, te sezonski ribolov. 
Odjeća Quapawa ljeti za toplog vremena bila je oskudna i za žene i za muškarce. U hladnije doba oba spola nosili su 'lerggings-e (nogavice), mokasine i ogrtače od bizona kože. Žena je svoju kosu nosila opuštenu, kod djevojaka je bio običaj da je nosi u pletenicama omotanim u kolut i pričvršćenim iza ušiju.
Obitelj je temeljna jedinica socijalne organizacije. Grupe srodnih obitelji činile su klanove. Klan je kod njih imenovan, on nosi ime pretka, obično neke životinje s kojima se kalnski rođaci identificiraju, ili po nekom prirodnom fenomenu, kao što je grom. 

## Sela
Guachoya, Tourima.